# LINE1
LINE1（也称作L1或LINE-1）是DNA转座子长散在核元件（Long interspersed nuclear elements，LINEs）的一种，L1约占人類基因組的17%。
在人类基因组中，大部分的L1都是失活的，但仍保持着反转录转座的能力。